# Boudeuse (1766)
Pour les articles homonymes, voir Boudeuse.
 (janvier 2012).
Si vous disposez d'ouvrages ou d'articles de référence ou si vous connaissez des sites web de qualité traitant du thème abordé ici, merci de compléter l'article en donnant les références utiles à sa vérifiabilité et en les liant à la section « Notes et références ».
 La Boudeuse est un navire de guerre français en service de 1766 à 1800. C'est une frégate de 12 dont la célébrité est d'avoir été utilisée comme navire d'exploration par Louis-Antoine de Bougainville entre 1766 et 1769.

## Construction
Construite en 1765-1766 à Indret d'après les plans de Jean-Hyacinthe Raffeau, elle est lancée le 25 mars 1766. Il s'agit d'un exemplaire unique, tandis que la majorité des frégates et des vaisseaux sont produits à partir des mêmes plans, formant des séries, comme la Belle-Poule (classe Dédaigneuse) qui est lancée la même année.
La Boudeuse est armée de 32 canons :
- 26 canons de 12 livres dans sa batterie[2] ;
- 6 canons de 6 livres sur le pont.

## Carrière

### Premier tour du monde français

Le périple de la Boudeuse et de lÉtoile autour du monde en 1766-1769.

La Boudeuse quitte la rade de Brest le 15 novembre 1766, sous le commandement du navigateur et explorateur français Louis-Antoine de Bougainville (1729-1811), en direction de Rio de Janeiro où elle est rejointe le 13 juin 1767 par la flûte (navire de charge) l’Étoile parti de Rochefort le 1er février 1767, avec à son bord le botaniste Philibert Commerson.
À bord, Louis Antoine de Bougainville impose la chasse aux rats, animaux qui concentrent dans leur corps la vitamine C : leur consommation intensive lorsque les vivres frais commencent à manquer empêche le développement du scorbut.
 La Boudeuse aborde l'archipel des Tuamotu puis entre dans la baie de Matavai à Tahiti. Bougainville revendique la découverte de l'île pour la France en la nommant Nouvelle Cythère ignorant sa découverte par le navigateur britannique Samuel Wallis (1728-1795) commandant le HMS Dolphin l'année précédente.
Puis l'expédition reprend la route de l'ouest à la recherche du Continent austral, passant par Samoa, les Nouvelles-Hébrides et Espiritu Santo. Ratant de peu la Grande barrière de corail, La Boudeuse navigue dans les îles Salomon et explore l'une des plus grandes îles de l'archipel qui sera baptisée île Bougainville. Le 16 mars 1769, la Boudeuse rentre au port de Saint-Malo, avec seulement une perte de 7 hommes.

### Guerre d'indépendance des États-Unis
La Boudeuse participe à la guerre d'indépendance américaine en capturant, le 13 janvier 1779, le sloop de la Royal Navy le HMS Weazel. Le 28 février, elle prend possession de l'île Saint-Barthélemy et le 6 juillet 1779 prend part à la bataille de la Grenade.

### Guerres de la Révolution française
Au cours de la Révolution française, la Boudeuse capture la frégate de 36 canons Alceste autrefois capturée par les Anglais dans le port de Toulon.

### Fin de carrière
Le 28 janvier 1799, sous le commandement du lieutenant Calamand, la Boudeuse appareille de Toulon pour Malte pour ravitailler la garnison française assiégée par la Royal Navy depuis 1798. La garnison, commandée par Claude-Henri Belgrand de Vaubois (1748-1839) capitule le 3 septembre 1800. Sous le couvert du mauvais temps, la Boudeuse échappe au blocus et entre au port le 4 février 1799. Dans les premiers mois de 1800, la frégate est démantelée pour servir de bois de chauffe aux boulangeries.